# 1997년 쌍방울 레이더스 시즌
1997년 쌍방울 레이더스 시즌은 쌍방울 레이더스가 KBO 리그에 참가한 7번째 시즌이며, 김성근 감독이 팀을 이끈 2번째 시즌이다. 팀은 71승, 승률 0.573으로 구단 사상 단일 시즌 최다 승리, 최고 승률을 기록하여 8팀 중 3위에 오르며 2년 연속으로 포스트 시즌 진출에 성공했다. 그러나 주포 김기태가 시즌 막판 당한 부상에서 회복되지 못한   탓인지 준플레이오프에서 정규 시즌 4위인 삼성 라이온즈에게 1승 2패로 밀리며 탈락했다.

## 타이틀
- 출장 (투수) : 김현욱 (70)
- 다승 : 김현욱 (20)
- 평균자책점 : 김현욱 (1.88)
- 출장 (타자) : 최태원, 조원우, 김호 (126)
- 3루타 : 조원우 (9)
- 희생타 : 조원우 (33)
- 타율 : 김기태 (0.344)
- 출루율 : 김기태 (0.460)
- 장타율 : 김기태 (0.636)
- OPS : 김기태 (1.096)
- KBO 골든글러브 : 최태원 (2루수)
- 매직글러브 : 박경완 (포수)
- 올스타 선발 : 최태원 (2루수), 김기태 (지명타자)
- 올스타전 추천선수 : 김현욱, 조규제, 박경완, 조원우
- 컴투스프로야구2013 레전드 카드: 최태원
- 컴투스프로야구 SSG 랜더스 베스트 라인업: 김기태 (1루수)
- 컴투스프로야구 나때는 말이야 라인업: 조원우 (좌익수)
- 컴투스프로야구 90년대 올스타: 김현욱 (중계투수)
- 컴투스프로야구 선정 돌격대의 추억 라인업: 김현욱, 박경완, 조원우, 김기태
- 공격 WAR : 김기태 (8.47)
- 투수 WAR : 김현욱 (6.27)
- 구원등판 : 김현욱 (70)
- 승률 : 김현욱 (0.909)

### 퓨처스리그
- 장타율: 김현민 (0.626)
- OPS: 김현민 (1.067)
- 2루타: 김현민 (24)
- 3루타: 이경태 (8)
- 남부리그 이닝: 윤형배 (117.1)
- 남부리그 상대한 타자 수: 윤형배 (512)
- 남부리그 평균자책점: 김진철 (2.84)

## 선수단
- 선발투수 : 김원형, 성영재, 임창식, 윤형배, 김기덕, 박진석, 유현승
- 구원투수 : 김현욱, 최정환, 오상민, 박성진, 오봉옥, 김진철, 박주언, 김석기, 박성기, 김승남, 나성열, 김성한, 김민국
- 마무리투수 : 조규제, 정수찬, 김형주
- 포수 : 박경완, 김성현, 장재중, 김충민
- 1루수 : 김기태[2], 김현민
- 2루수 : 최태원, 김선섭
- 유격수 : 김호, 이봉우
- 3루수 : 김성래, 한대화, 구한성
- 좌익수 : 조원우, 강영수, 공의식, 박노준
- 중견수 : 김실, 김광림, 한기철, 진상봉
- 우익수 : 심성보, 강종필, 이종두
- 지명타자 : 박철우, 박경호, 한익희, 김미호, 임종수, 안세준, 박지환, 이경태

## 특이 사항
- 김기태는 연봉 1억 100만원으로 구단 사상 최고 연봉 기록을 세웠다.
- 김현욱은 KBO 리그 사상 최초로 일주일 구원 4승을 기록했다.
- 김기태는 타율, 출루율, 장타율 모두 리그 1위를 기록했지만, 안타, 홈런, 타점 리그 1위에 오른 이승엽에게 밀려 골든글러브 수상에 실패했다.
- 김기태는 95득점으로 구단 사상 단일 시즌 최다 득점 기록을 세웠으며, 타율 0.344, 장타율 0.636, OPS 1.096, wRC+ 210으로 규정 타석을 채운 타자들 중 구단 사상 단일 시즌 최고 타율, 장타율, OPS, wRC+ 기록도 세웠다.
- 김기태는 구단 사상 처음으로 구단 통산 3000타석을 달성했다.
- 조원우는 3루타 9개, 희생번트 33개로 구단 사상 단일 시즌 최다 3루타, 희생번트 기록을 세웠다.
- 김현욱은 KBO 리그 역대 최초로 선발 등판을 한 번도 하지 않고 구원등판으로만 규정이닝과 20승(구단 사상 단일 시즌 최다 기록)을 채웠다. 그리고 135탈삼진, 구원 WAR 6.27, WHIP 0.89로 구단 사상 단일 시즌 최다 탈삼진, 최고 구원 WAR, 최저 WHIP(규정이닝 충족 기준)기록을 세웠다. 그리고 구원이닝 157.2이닝으로 구단 사상 최다 기록도 세웠으며, 사이영 포인트 79.3으로 구단 역대 1위에 올랐다.
- 김현욱은 KBO 리그 역대 중간계투 단일 시즌 최고 WAR 기록을 세웠다.
- 이 시즌은 쌍방울 레이더스가 포스트 시즌에 진출한 마지막 시즌이다.
- 팀은 1996년 8월 14일 더블헤더 1차전부터 1997년 4월 13일까지 홈 17연승을 달성하여 KBO 리그 사상 홈 최다 연승 기록을 세웠다.
- 한익희는 4타수 4안타로 구단 사상 유일하게 단일 시즌 타율 1.000, 출루율 1.000을 달성했다. 이후 추가 출전 없이 은퇴하여 KBO 리그 역대 통산 타율 1.000인 타자들 중 가장 많은 안타를 친 선수가 되었다. 또 OPS 2.000 wRC+ 595.6, BABIP 1.000으로 구단 사상 단일 시즌 최고 OPS, wRC+, BABIP를 기록하기도 했다.
- 박경호는 장타율 1.200, 순장타율 0.600으로 구단 사상 단일 시즌 최고 장타율, 순장타율 기록을 세웠다.
- 김호는 타율 0.199, 장타율 0.285, OPS 0.578에 그쳐 규정 타석을 채운 타자들 중 구단 사상 단일 시즌 최저 타율, 장타율, OPS 기록을 세웠다. 또한 WAR 0.29로 KBO 리그 역대 단일 시즌 타율 2할 미만 타자 중 최고 WAR 기록을 세웠다.
- 김실은 홈런이 없던 탓에 호타준족 지수 0으로 규정 타석을 채운 타자들 중 구단 사상 가장 낮은 호타준족 지수를 기록했다.
- 김원형은 총 28번 선발등판하여 구단 사상 단일 시즌 최다 선발등판 기록을 세웠으며, 구원등판 시 평균자책점 0으로 역대 최저 기록을 세웠다.
- 조규제는 28세이브로 구단 사상 단일 시즌 최다 세이브 기록을 세웠다.
- 성영재는 15번의 사구를 허용해 구단 사상 단일 시즌 최다 사구 기록을 세웠다.
- 박성기는 구원등판 시 평균자책점 81.00으로 구단 사상 단일 시즌 최고 기록을 세웠다.
- 김현욱은 KBO 리그 사상 처음으로 선발 등판을 단 한 번도 하지 않고 규정 이닝을 채웠다.
- 박노준은 이 시즌을 끝으로 은퇴하여 KBO 리그 역대 통산 3000타석 타자 중 통산 최소 희생플라이(8) 기록을 세웠으며, KBO 리그 역대 주포지션이 타자였던 선수 중 통산 최다 세이브(7), 최다 볼넷 허용 대비 탈삼진(1.37), 최고 구원WAR(1.57) 기록을 세웠다.
- 김진철은 KBO 퓨처스리그 남부리그 평균자책점 1위를 차지하여 구단 사상 처음이자 마지막 KBO 퓨처스리그 타이틀 홀더가 되었다. 이전에도 퓨처스리그에서 구단 소속 선수가 특정 기록 1위를 한 적이 있지만, KBO 퓨처스리그에서는 1995년부터 타이틀 홀더를 정해 시상을 했기 때문이다.